# Felipe de Marichalar y Borbón
Felipe de Marichalar y Borbón, également appelé Froilán de Marichalar par la presse du cœur espagnole, grand d'Espagne, né le 17 juillet 1998 à Madrid, est le premier enfant de l'infante Elena, et de Jaime de Marichalar. Aîné des petits-enfants du roi Juan Carlos Ier et de la reine Sophie, il occupe la quatrième position dans l'ordre de succession au trône espagnol.

## Biographie
Aîné des enfants de l'infante Elena, premier petit-enfant de Juan Carlos, Felipe de Marichalar naît le 17 juillet 1998 à la Clínica Ruber Internacional de Madrid. Les ducs de Lugo lui donnent les prénoms de Felipe, en référence au prince Felipe, prince des Asturies (actuel Felipe VI), de Juan, en l'honneur de son arrière-grand-père le comte de Barcelone, de Froilán, d'après le saint patron de la ville de Lugo, et de Todos los Santos, selon la tradition de la dynastie espagnole régnante.
Recevant comme parrain et marraine son grand-père le roi d'Espagne et sa grand-mère la comtesse douairière de Ripalda, il est baptisé le 4 octobre 1998 en la chapelle royale du palais de La Zarzuela et, suivant la tradition de la famille royale, avec de l'eau du Jourdain. L'année de sa naissance, il reçoit de la capitale galicienne le titre de « fils adoptif de Lugo », la plus haute distinction municipale.
Le 9 avril 2012, alors que Felipe passe les vacances de la Semaine sainte dans une ferme de la famille de son père située dans la province de Soria, il se tire accidentellement une balle dans le pied droit. Son père, qui a dû déclarer l'accident à la Guardia Civil, la loi espagnole interdisant le port d'armes à feu aux mineurs de moins de 14 ans, n'est pas inquiété par la juge de première instance de Soria, qui considère l'incident comme un « accident fortuit ».
Participant à quelques activités officielles de la monarchie espagnole, comme la commémoration de la naissance du comte de Barcelone, Felipe occupe depuis 2014 la quatrième place dans l'ordre de succession, derrière sa mère, l'infante Elena et ses cousines, la princesse Leonor et l'infante Sofía, à sa naissance, il occupait la 3e position.

### Éducation
Jusqu'à l'âge de douze ans, Felipe étudie au Colegio San Patricio à Madrid. Après avoir passé une année en Angleterre, il entre en 2011 au Colegio Santa María del Pilar (le collège Sainte-Marie-du-Pilier) de Madrid pendant trois années, à l'issue de cette première année, il manque à Felipe trois matières, qu'il repasse en septembre suivant.
À l'été 2014, il est admis au Colegio Episcopal Sagrada Familia de Sigüenza, dont il est diplômé de l'ESO l’année suivante. En septembre 2015, il part étudier aux États-Unis pendant deux années, pour terminer ses études secondaires.
Il a ensuite commencé ses études supérieures au College for International Studies à Madrid, avec une spécialisation en administration et gestion des affaires.

### Carrière
En février 2023, la presse espagnole annonce que Felipe est parti s'installer à Abou Dabi, où son grand-père Juan Carlos vit en exil depuis 2020. Depuis cette date, il travaille pour la compagnie pétrolière ADNOC, dirigée par le ministre des Technologies avancées des Émirats arabes unis, le sultan Ahmed Al-Jaber.

## Famille
Felipe de Marichalar y Borbón est le premier enfant de Jaime de Marichalar y Sáenz de Tejada (1963), cadre bancaire d’origine basque, et de l'infante Elena d’Espagne (1963), duchesse de Lugo. Son grand-père paternel, Amalio de Marichalar y Bruguera (es) (1912-1978), huitième comte de Ripalda, militaire de carrière, est le fils de Luis de Marichalar y Monreal, maire de Madrid et ministre de la Guerre sous Alphonse XIII,, et sa grand-mère, Concepción Sáenz de Tejada y Fernández de Bobadilla (ast), (1929-2014), née à Logroño, est la fille d'Ignacio Sáenz de Tejada Gil, président d'une Audencia Provincial, et de Matilde Fernández de Bobadilla y Echarri, tous deux nés dans la province de La Rioja,. Par sa mère l’infante Elena, fille aînée du roi Juan Carlos Ier, Felipe est apparenté aux Bourbons d’Espagne, mais également, au travers de sa grand-mère maternelle la reine Sophie (1938), née princesse Sophie de Grèce et de Danemark, à la maison de Schleswig-Holstein-Sonderbourg-Glücksbourg, une dynastie d’origine dano-allemande qui a régné sur la Grèce aux XIXe et XXe siècles.
Felipe est aussi le frère aîné de Victoria de Marichalar, née en 2000.

## Titres et honneurs

### Titulature
- depuis le 17 juillet 1998 : Son Excellence don Felipe de Marichalar y Borbón, grand d'Espagne, chevalier divisero hijodalgo du Solar de Tejada.

Fils d'une infante d'Espagne, Felipe reçoit à sa naissance, conformément à l'article 4 du décret royal 1368/1987 du 6 novembre 1987, le prédicat d'excellence. Selon ce même décret, Felipe de Marichalar prend rang parmi les grands d'Espagne.

### Honneur
| Chevalier divisero hijodalgo de la Muy Ilustre e Infanzonada Casa y Antiguo Solar de Tejada | Chevalier divisero hijodalgo de la Muy Ilustre e Infanzonada Casa y Antiguo Solar de Tejada (es) |